# 11768 Merrill
11768 Merrill eller 4107 T-1 är en asteroid i huvudbältet som upptäcktes den 26 mars 1971 av den nederländsk-amerikanske astronomen Tom Gehrels och det nederländska astronomparet Ingrid van Houten-Groeneveld och Cornelis Johannes van Houten vid Palomarobservatoriet. Den är uppkallad efter den amerikanska astronomen Paul W. Merrill.
Asteroiden har en diameter på ungefär 12 kilometer och den tillhör asteroidgruppen Veritas.